# Lambda-CDM-modellen
Λ-CDM eller Lambda-CDM är den förhärskande modellen i Big Bang-kosmologi och brukar därför kallas för den kosmologiska standardmodellen. CDM är en förkortning av Cold Dark Matter (mörk materia) och den grekiska versalen Lambda betecknar den kosmologiska konstanten. Modellen är en av de enklaste, som anses ge rimliga förklaringar till observerade fluktuationer i kosmisk bakgrundsstrålning, universums expansion inklusive dess accelererande, universums storskaliga struktur och Big Bang-initierade förekomsten av lätta grundämnen.
Dessutom utgår modellen ifrån att den Allmänna relativitetsteorin är den korrekta beskrivningen av gravitation i kosmologisk skala.

## Modellens ingredienser
De största ingredienserna i modellen ses som exotiska. 
- Λ (Lambda) är den kosmologiska konstanten, en okänd form av mörk energi som ska förklara den observerade accelerationen av universums utvidgning. Konstantens värde ges ofta som en del av {\displaystyle \Omega }, densiteten som behövs för ett universum med plan (icke-krökt) geometri. Den nuvarande uppskattningen är ungefär 0,74.
- Kall mörk materia är en okänd form av materia. Den var i termodynamisk jämvikt med all annan materia i det tidiga universum men "frös ut" och lämnade jämviktstillståndet. Sedan dess har den växelverkat med annan materia mycket svagt. Den kallas kall därför att temperaturen när den frös ut motsvarade en medelhastighet som var mycket mindre än ljusets hastighet c. Denna hypotetiska form av materia har ingen elektromagnetisk växelverkan. Den strålar alltså inte, och växelverkar med atomer endast genom gravitation. Uppskattningen är att den utgör 22 % av universums densitet.
- Vanlig materia, som stjärnor och galaxer är gjorda av, mest väte. Denna synliga materia uppskattas utgöra endast 4 % av universums densitet.